# Pásovec dlouhouchý
Pásovec dlouhouchý (Cabassous tatouay) je druh chudozobého savce, který se endemicky vyskytuje v jihovýchodní oblasti Jižní Ameriky. 

## Systematika
Za formální autoritu druhu se považuje francouzský zoolog Anselme Gaëtan Desmarest, který druh popsal v roce 1804. Jedná se o monotypický taxon.
Druhové jméno tatouay je odvozeno ze jména pásovce dlouhouchého v jednom z místních domorodých jazyků, nicméně není jasné, ze kterého. Druh se řadí k tzv. holoocasým pásovcům rodu Cabassous. Genetická studie z roku 2015 identifikovala pásovce dlouhouchého za bazálního zástupce tohoto rodu a odhadla, že počátky vydělení pásovce dlouhouchého do samostatného druhu spadají do doby před 11 miliony lety.

## Výskyt
Většina areálu rozšíření spadá do jižní Brazílie, dále se vyskytuje v jihovýchodním Paraguayi, severovýchodním Uruguayi a severovýchodní Argentině. V místě svého výskytu je poměrně běžný. Stanoviště druhu mohou být různá od otevřené krajiny savan po vlhké lesy. V Brazílii se jedná o biomy jako atlantický les, cerrado a pampy.

## Popis

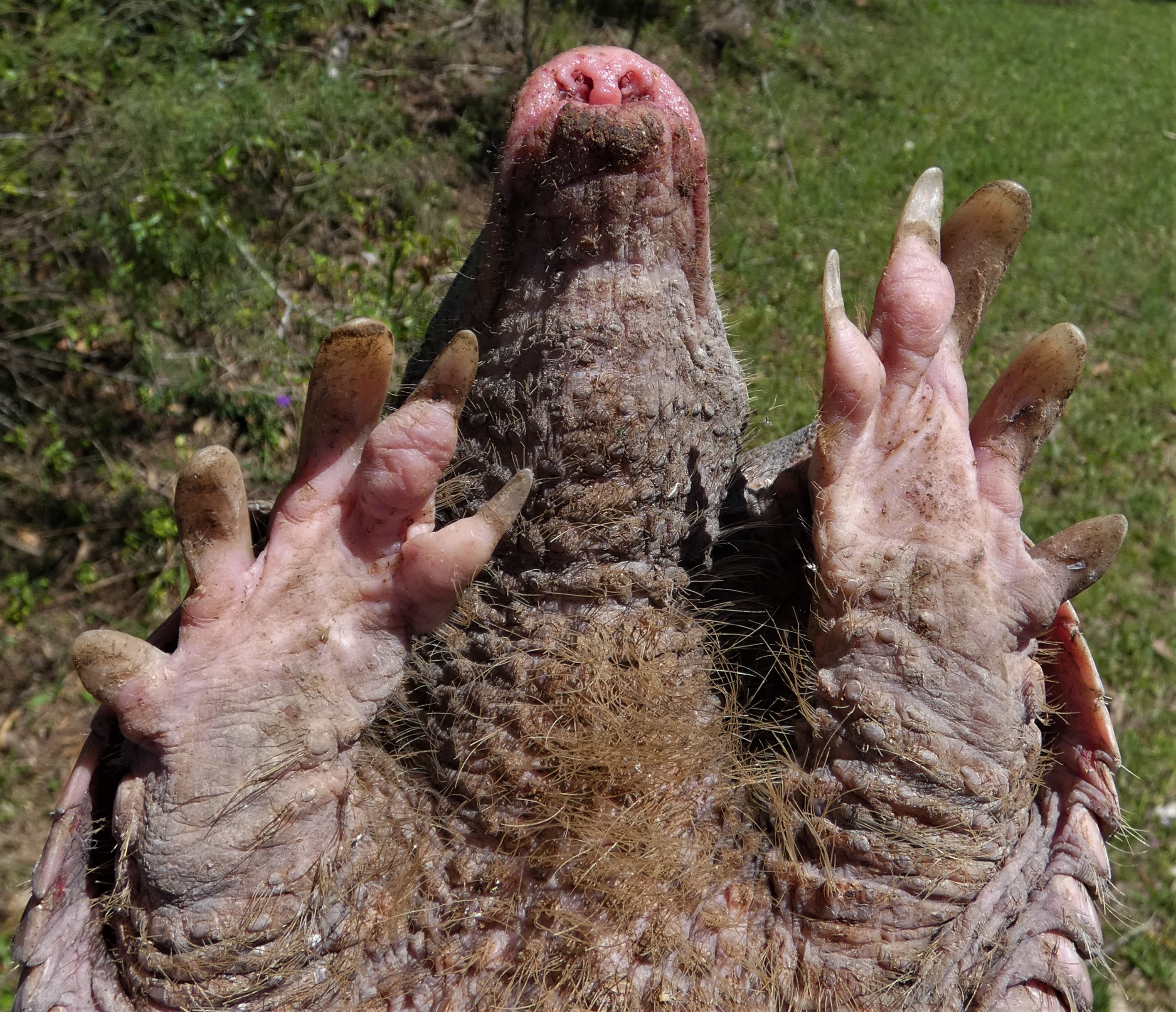
Detail čumáku a předních končetin

Délka těla se pohybuje kolem 46 cm a ocas měří dalších 15–20 cm. Tyto rozměry z pásovce dlouhouchého činí největšího představitele rodu Cabassous. Na každé straně čelisti se vyskytuje 8–9 zubů stejného typu bez jasně identifikovatelných řezáků a špičáků. Horní část těla pokrývá krunýř, který je na hřbetě rozdělen do 13 pohyblivých pásů.

## Biologie
Jedná se o fossoriálního (norově žijícího) živočicha. Nory si hloubí sám s pomocí silných předních končetin zakončených drápy. Vchod do nor bývá ve směru převládajících větrů. Nory bývají umístěny přímo v termitištích, která pásovci dlouhouchému zajišťují pravidelný přísun potravy v podobě termitů. Vedle termitů požírá i mravence (viz myrmekofágie).

## Ohrožení a ochrana
Mezinárodní svaz ochrany přírody (IUCN) ve své zprávě o vyhodnocení populace pásovce dlouhouchého z roku 2014 považoval druh za málo dotčený taxon. Druh se vyskytuje v poměrně velkém množství chráněných území, má rozsáhlý areál rozšíření a je přizpůsobivý změnám, které člověk zanáší do krajiny. Je ohrožen lovci a ztrátou přirozeného prostředí.